# Kuotjaluoppal
Kuotjaluoppal är en sjö i Kiruna kommun i Lappland och ingår i Torneälvens huvudavrinningsområde. Sjön har en area på 0,259 kvadratkilometer och ligger 535,6 meter över havet. Kuotjaluoppal ligger i Torneträsk-Soppero fjällurskog Natura 2000-område. Sjön avvattnas av vattendraget Vittangiälven.

## Delavrinningsområde
Kuotjaluoppal ingår i det delavrinningsområde (757850-169515) som SMHI kallar för Ovan 757592-169497. Medelhöjden är 576 meter över havet och ytan är 17,31 kvadratkilometer. Räknas de 15 avrinningsområdena uppströms in blir den ackumulerade arean 282,83 kvadratkilometer. Vittangiälven som avvattnar avrinningsområdet har biflödesordning 2, vilket innebär att vattnet flödar genom totalt 2 vattendrag innan det når havet efter 410 kilometer. Avrinningsområdet består mestadels av skog (60 procent), sankmarker (20 procent) och kalfjäll (17 procent). Avrinningsområdet har 0,26 kvadratkilometer vattenytor vilket ger det en sjöprocent på 1,5 procent.